# Де Симоне, Карло
Карло Де Симоне, итал. Carlo De Simone; 22 ноября 1932, Рим — 14 сентября 2023) — итальянский лингвист-этрусколог, специалист по сравнительному языкознанию. Большая часть его научной карьеры прошла в Германии и Австрии. В 2009 г. опубликовал новый памятник лемносского языка — надпись из Эфестии.

## Биография
Окончив школу в Риме в 1950 г., Карло Де Симоне изучал сравнительное языкознание и классическую археологию в Римском университете, который окончил с отличием в 1955 г., защитив диссертацию по мессапским надписям. Получил грант на продолжение обучения в Тюбингенском университете в 1955—1956, учился под руководством Х. Краэ, ассистентом которого работал позднее, в 1961—1964 гг.
В ноябре 1964 г. получил степень хабилитированного доктора на философском факультете Тюбингенского университета, защитив диссертацию о греческих заимствованиях в этрусском языке.
В 1972—1973 гг. руководил кафедрой сравнительного индоевропейского языкознания в Венском университете; в 1975—1980 гг. был профессором лингвистики в Перуджинском университете.
Наконец, в 1980 был назначен профессором сравнительной лингвистики в Тюбингенском университете и занимал эту должность до ухода на пенсию в 1998 г.
В сфере лингвистики Де Симоне интересовали главным образом этрусский язык и другие языки древней Италии. Опубликовал большое количество исследований в журнале Studi Etruschi. Внёс большой вклад в исследование этимологии названия города Рим и имени его основателя Ромула, которые, по его мнению, происходили от этрусского слова *ruma, обозначавшего женскую грудь.

## Избранные публикации
- I morfemi etruschi '-ce' ('-ke') e '-che', in «Studi Etruschi», XXXVIII (1970), pp. 115—139.
- Il nome del Tevere. Contributo per la storia delle più antiche relazioni tra genti latino-italiche ed etrusch, in «Studi Etruschi», XLIII (1975), pp. 119 sgg.
- Etuskischer Literaturbericht: neuveröffentlichte Inschriften 1970—1973 (mit Nachträgen), in "Glotta, LIII (1975), pp. 125 sgg.
- Die Göttin von Pyrgi: linguistische Probleme, in Atti del Colloquio sul tema: Die Göttin von Pyrgi (Tubinga 1979), Firenze 1981, pp. 64 sgg.
- La posizione linguistica della Daunia, in Atti dell XIII Convegno di Studi Etruschi e Italici (Manfredonia 1980), Firenze 1984, pp. 113 sgg.
- Gli imprestiti etruschi nel latino arcaico, in Alle origini di Roma. Atti del colloquio a cura di E. Campanile, Pisa (1988).
- Etrusco Laucie Mezentie, in Miscellanea etrusca e italica in onore di M. Pallottino. «Archeologia Classica», XLIII (1991), n. 1, pp. 559 sgg.
- Sudpiceno Safino- / Lat. Sabino-: il nome dei Sabini, in «Annali dell’Istituto universitario orientale di Napoli. Dipartimento di Studi del mondo classico e del Mediterraneo antico. Sezione linguistica», XIV (1992), pp. 223 sgg.
- I Tirreni a Lemnos. Evidenza linguistica e tradizioni storiche, Firenze 1996
- Il nome di Romolo, in Roma. Romolo, Remo e la fondazione della città a cura di Andrea Carandini e A. Cappelli, Milano 2000.
- Il nome di Romolo e Remo, in La leggenda di Roma a cura di Andrea Carandini, Milano 2006.